# La dodicesima notte
La dodicesima notte, o quel che volete (in inglese Twelfth Night, or What You Will) è una commedia in cinque atti, scritta in prosimetro da William Shakespeare tra il 1599 e il 1601 e pubblicata postuma nel First Folio del 1623.
Il titolo allude alla festa della dodicesima notte (corrispondente all'Epifania) chiamata in questo modo per il numero dei giorni che trascorrono dal Natale fino alla festività. Fu rappresentata con certezza il 2 febbraio 1602 al Middle Temple Hall, ma è stato ipotizzato che la prima assoluta sia avvenuta l'anno precedente proprio il giorno dell'Epifania, il 6 gennaio 1601. Le sue origini letterarie derivano da Gl'ingannati, una commedia italiana allestita a Siena dall'Accademia degli Intronati nel 1531.
Ambientata nell'antica regione balcanica dell'Illiria, racconta una storia di amori e inganni, nella quale i gemelli Viola e Sebastian, a seguito di un naufragio, si trovano a conoscere il duca Orsino e la dama Olivia. Orsino ama Olivia che ne ignora la corte, ma quando si trova davanti al messaggero di Orsino (la giovane Viola che dopo la perdita del fratello si è camuffata da uomo per entrare al servizio del duca), se ne innamora, scatenando una serie di eventi e imprevisti che condurranno al lieto fine. Una sottotrama, importante ai fini dello svolgimento della storia principale, riguarda i personaggi che popolano la corte di Olivia: il giullare Feste, il maggiordomo Malvolio, la cameriera Maria, lo zio Sir Toby, il servo Fabian e Sir Andrew Aguecheek. Il maggiordomo Malvolio viene beffato dagli altri cinque che, falsificando una lettera, gli fanno credere di essere oggetto di attenzioni da parte della padrona Olivia.
Il metro utilizzato è il pentametro giambico, sciolto o rimato, misto a prosa: più di metà della commedia è scritta in prosa. Le scene drammatiche sono in versi, mentre le scene comiche sono in prosa; i personaggi di alto livello parlano in versi, mentre i personaggi di basso livello parlano in prosa.
La dodicesima notte, come tutte le commedie più note di Shakespeare, ha riscosso successo anche nelle epoche successive, e la sua storia viene tuttora rappresentata e adattata in forma teatrale e cinematografica.

## Trama
La commedia si svolge in Illiria, antica regione dei Balcani occidentali sulla costa settentrionale del mare Adriatico, intesa da Shakespeare come un'ambientazione esotica, di pura fantasia. Le prime tre scene introducono ai luoghi e ai personaggi principali dell'opera, con l'eccezione di Olivia, che compare solo nella quinta scena.
Primo atto
Il primo atto si apre alla corte del duca Orsino, nobile gentiluomo d'Illiria, che lamenta il suo amore non corrisposto per la bella Olivia, gentildonna che ha deciso di non concedersi a nessun uomo per sette anni al fine di onorare il lutto per il fratello morto. Inutilmente Orsino manda messaggeri al palazzo della donna: essi non vengono neppure ricevuti. Contemporaneamente, sulla costa, la protagonista femminile Viola ha fatto naufragio, e crede che suo fratello gemello Sebastian sia morto. Interrogando il capitano del bastimento naufragato, viene informata del luogo dove si trova e delle vicende di Orsino e Olivia. Viola decide allora di travestirsi da ragazzo, essendo molto abile in questo poiché da bambina più volte si era divertita a imitare il fratello, e credendo più sicura la sua posizione come uomo anziché donna, prende servizio da Orsino, come paggio, con il nome di Cesario.
In casa di Olivia, nel frattempo, il chiassoso zio della ragazza, Sir Toby Belch, intrattenendosi con la cameriera Maria, tesse le lodi del suo compare di bevute Sir Andrew Aguecheek, pretendente alla mano della giovane. Maria lo descrive invece come un perfetto beota e ubriacone, e quando Sir Andrew entra in scena non disattende le aspettative, dimostrandosi tardo e di spirito poco pronto.
La quarta scena del primo atto inaugura la prima sequenza della commedia (da I, iv a II, iii), della durata di un giorno, dal mattino a notte inoltrata. Nel palazzo del duca, Orsino incarica Cesario (Viola) di recarsi da Olivia per l'ennesimo messaggio d'amore. A parte, Viola lamenta quanto ingrato sia il compito affidatole, facendoci intendere l'amore che nutre per Orsino.
La scena si sposta a casa di Olivia, dove Maria sgrida il giullare Feste per essersi assentato a lungo da palazzo. Sopraggiunti Malvolio e la contessa, entrambi interrogano il matto. Questi offre una esibizione verbale condita da nonsense e ragionamenti non privi di sferzante saggezza, dimostrando infine di non essere lui la testa matta bensì la stessa Olivia. All'arrivo di Viola, Maria avverte la padrona della presenza di un giovane, frattanto intrattenuto da Sir Toby. Olivia è decisa a non ricevere alcun messo, e incarica Malvolio di scacciarlo. Tuttavia, dopo le ferme insistenze di Viola, Olivia, munitasi di velo per celarsi il volto, lo riceve. Nei panni di Cesario, la giovane si dimostra così suadente e di nobile portamento da far innamorare la contessa, pur non avendone l'intenzione.
Al termine dell'incontro Cesario (Viola) se ne va con la promessa di tornare per riferire la reazione del duca Orsino, e inoltre Olivia inventa uno stratagemma per poter rivelare i suoi sentimenti al giovane, senza che altri vengano a saperlo: affida a Malvolio un suo anello, che sostiene di avere avuto in pegno da Cesario per conto di Orsino, e gli ordina di restituirlo al paggio.
Secondo atto

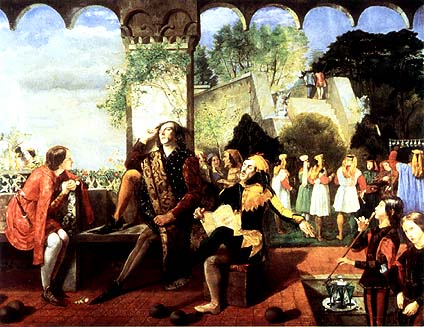
Orsino si strugge d'amore per Olivia, ritratto di Walter Howell Deverell

Il secondo atto si apre sulla riva del mare dove fanno il loro ingresso in scena Sebastian, il gemello di Viola, fino a quel momento fattosi chiamare Roderigo, e il capitano Antonio, il quale mostra di nutrire per lui un profondo attaccamento. Sebastian, crucciato dalla presunta morte della sorella che crede annegata, è deciso a recarsi alla corte di Orsino. Antonio, nonostante i nemici che l'uomo sostiene di avere lì, promette di raggiungerlo in seguito. Malvolio frattanto ha raggiunto Cesario in strada e gli ha consegnato in malo modo l'anello. Viola, dopo lo stupore iniziale, intuisce trattarsi di un dono, e comprende le reali intenzioni di Olivia. Cantando la vulnerabilità del cuore femminile, torna verso la corte del duca.
Alla corte di Olivia, seguono altri intrighi: Malvolio è protagonista delle trame burlesche di Maria, di Sir Toby e di Sir Andrew alla presenza del buffone Feste: dopo l'ennesima presa di posizione del maggiordomo che redarguisce Sir Toby del suo comportamento dissoluto, viene architettato alle sue spalle un piano per farlo sfigurare agli occhi di Olivia. Maria, che è capace di imitare la calligrafia della padrona, stilerà una missiva contenente allusioni amorose all'uomo per trarlo in inganno e renderlo protagonista di una clamorosa beffa.
La seconda giornata (da II, iv a IV, i) dura dalla mattina al tramonto ed è la parte più estesa della commedia. Nel suo palazzo, Orsino, non ancora rassegnatosi ai rifiuti di Olivia, dialoga sulla natura dell'amore con Cesario, il servo Curio e Feste, il quale intona canzoni d'amore su richiesta del duca. Viola viene nuovamente incaricata di recarsi da Olivia per conto dell'uomo e a nulla valgono i tentativi della giovane di dissuaderlo. Per allusioni, tenta di esprimere i suoi sentimenti per il duca, fingendo siano diretti a una donna in tutto simile a Orsino, provocando solo l'ignaro commento di quest'ultimo, che lo invita a dirigere le sue attenzioni a una donna giovane e non a una matura.
Nel mentre Sir Toby, Sir Andrew e Fabian attendono da Maria notizie sullo svolgimento della beffa: la donna, concitata dall'aver appena stilato la falsa lettera diretta a Malvolio, informa di averla lasciata in bella vista nel viale che l'uomo a breve percorrerà. Nascostasi la cricca, Malvolio trova la lettera che, con allusioni indirette, gli fa credere di essere oggetto delle mire amorose di Olivia. Seguendo le indicazioni riportate sulla missiva, Malvolio corre a indossare calze gialle e giarrettiere incrociate che crede amate dalla donna, ignorando invece che, in realtà, a ella sono invise.
Terzo atto

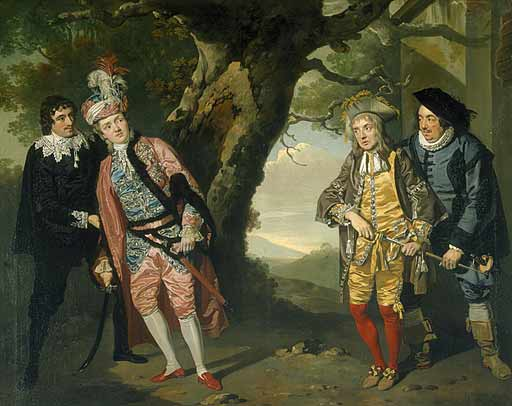
Fabian sprona Viola (nei panni di Cesario) a combattere con Sir Andrew Aguecheek (III, iv)

Il terzo atto vede il ritorno di Cesario alla corte della giovane Olivia, dove incontra Feste, il buffone, che lo annuncia alla contessa. Rimasta sola con Olivia, Viola ne subisce il corteggiamento. Toby, Andrew e Fabian, assistono e commentano la scena: Andrew, pretendente di Olivia, è particolarmente furibondo per le attenzioni che la donna riserva al giovane paggio e viene spinto dai due a sfidarlo a duello. L'azione però è interrotta da Maria che annuncia la vestizione di Malvolio secondo quanto scritto nella falsa missiva.
Sulla strada intrapresa da Sebastian per arrivare da Orsino, il giovane si separa da Antonio il quale, nonostante riveli aver combattuto contro il duca in una precedente battaglia navale sottraendogli del denaro e corra dunque il rischio di essere fatto prigioniero o addirittura giustiziato, non vuole abbandonare Sebastian, per l'affetto che lo lega al giovane. Mentre Sebastian visiterà la città dove sono giunti, Antonio lo aspetterà in una locanda. In via precauzionale, Antonio consegna a Sebastian la borsa dei denari, nella quale sono contenuti i soldi sottratti in passato a Orsino.
La beffa a Malvolio intanto arriva a compimento: Maria e Olivia sono nel giardino quando giunge, convocato da quest'ultima, il maggiordomo in calze gialle e giarrettiere incrociate, convinto di soddisfare le richieste dell'amata contessa. Al trasecolare di Olivia, Malvolio allude alla finta lettera, citandone dei passi che la donna, ovviamente, non comprende, dubitando del fatto che Malvolio sia uscito di senno. Prega Sir Toby di badare a Malvolio, e resta sola con Cesario. Fabian, Maria e Toby trattano Malvolio come un folle e architettano di chiuderlo, legato, in una stanza. Sir Andrew ha frattanto terminato una lettera di sfida diretta a Cesario, piena di errori e dabbenaggini. Sir Toby, che medita un altro inganno ai danni del compare, gli consiglia di sfidarlo seduta stante. Mentre Andrew si apposta, Toby decide di non consegnare la missiva, ma di riportare a voce a Cesario la sfida a duello.
Olivia prosegue nella sua corte spassionata a Cesario, mentre Viola tenta di frapporre l'amore di Orsino per la donna. La conversazione è interrotta da Sir Toby e Fabian che irrompono annunciando la sfida imminente. Viola, stupita e preoccupata poiché non sa tirar di scherma, tenta di scampare allo scontro. Sir Toby e Fabian rincarano la dose: essendo i due contendenti divisi, fanno credere a ognuno dei due che l'avversario vanta una capacità di combattimento senza pari, aumentando le ansie sia di Andrew sia di Viola. Il duello sta per iniziare quando entra Antonio che prende subito le difese di Viola, scambiandola per Sebastian. L'entrata gli è però fatale dal momento che le guardie di Orsino, riconosciutolo su denuncia di Malvolio, lo arrestano: Antonio chiede a Viola di restituirgli la borsa del denaro affidata in realtà a Sebastian, ma la giovane, non sospettando lo scambio di persona, nega di possederla scatenando la delusione, lo sbigottimento e l'ira di Antonio. Antonio si è rivolto a Viola chiamandola Sebastian, convincendo Viola non della salvezza del fratello, ma solo del fatto che, in abiti maschili, la somiglianza al fratello perduto è notevole. Distrutta dai ricordi abbandona il duello, instillando nella mente di Sir Toby, Andrew e Fabian che Cesario sia un ribaldo che abbandona gli amici nel momento del bisogno e che non sia in grado di battersi.
Quarto atto

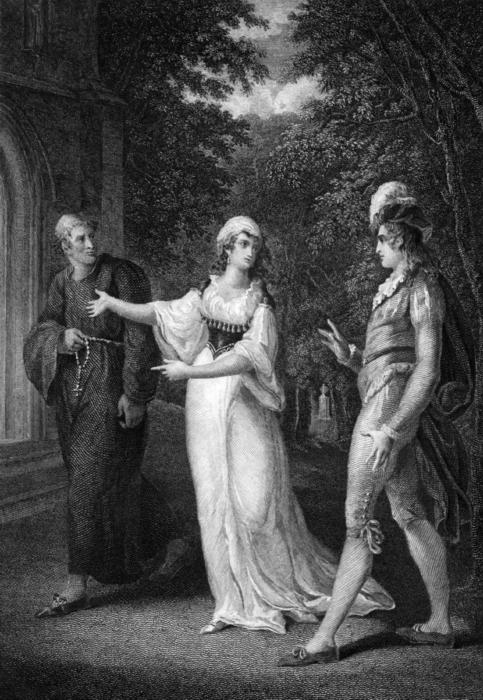
Olivia, Sebastian e il prete ritratti da William Hamilton

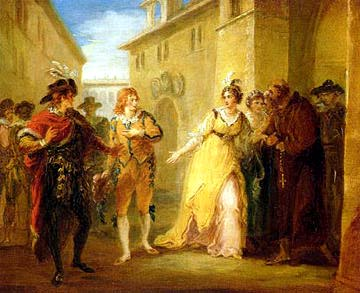
Una scena dell'ultimo atto della commedia: Olivia, incredula sul comportamento di Cesario, interroga il prete per fargli testimoniare sul matrimonio avvenuto con l'uomo

All'inizio del quarto atto Feste è alla ricerca di Cesario, su ordine di Olivia. Il buffone incontra invece Sebastian. Sopraggiunto Sir Andrew, Sebastian è costretto ad affrontarlo in duello sconfiggendolo in una sola mossa. Al duello accorrono gli astanti tra cui Olivia che, vedendo Sebastian e scambiandolo per Cesario, lo invita a seguirla a palazzo. Qui Maria incita Feste a infierire sul beffato Malvolio, recandosi da lui nelle vesti di Monsignor Topas, esorcista gallese, per convincerlo della sua pazzia. Non riconoscendolo, Malvolio affida al buffone una lettera da consegnare alla padrona con la quale protesta per la sua situazione. Olivia frattanto ha chiesto a Sebastian di sposarla. Lui, incredulo di fronte a ciò che considera una sorta di sogno, acconsente.
L'ultima sequenza (da IV, ii a V, i), dalla notte del giorno precedente fino al mattino seguente, inizia con Malvolio rinchiuso come pazzo e prosegue con il matrimonio notturno tra Sebastian e Olivia.
Quinto atto
Il quinto atto si apre con l'ingresso di Viola e Orsino col seguito al palazzo di Olivia. Qui Viola riconosce Antonio come salvatore del duello tra lei e Sir Andrew: al contempo Orsino lo indica come passato nemico. Inutilmente Antonio narra di come ha salvato l'uomo dal naufragio offrendogli la propria borsa di denaro: Viola nega l'accaduto, essendo Sebastian e non lei il reale amico del capitano. L'ingresso di Olivia interrompe il discorso di Antonio, introducendo una particolare conversazione a tre: mentre Orsino tenta inutilmente di dichiararsi a Olivia, questa chiede spiegazioni delle disattese promesse matrimoniali a Cesario, costretta a tacere per non disattendere le volontà del suo padrone, che vede in Viola un intermediario al suo servizio. Il discorso sembra chiarirsi a Orsino, che vede in Cesario un nemico da affrontare per ottenere il cuore di Olivia: Viola, dal canto suo, cieca d'amore, è pronta a morire per mano dell'uomo amato, facendo intendere a Olivia di non gradire la sua corte.
L'ingresso del prete in scena porta a conoscenza Orsino del matrimonio tra Olivia e Sebastian, scambiato per Cesario. Nel momento di maggiore confusione entra in scena anche Sir Andrew con la testa fasciata, pronto a giurare di esser stato offeso nel corso di un duello da Cesario, il quale difende invece la sua innocenza. Il colpo di scena è l'ingresso di Sebastian, che si reca da Olivia per scusarsi delle ferite provocate ad Andrew e vede Viola. Riconoscendosi, i gemelli comprendono che le morti erano presunte e gioiscono dell'avvenimento, narrandosi le vicissitudini che li hanno condotti a tali circostanze. Orsino chiede a Viola di vederla in veste da donna, e lei rivela di aver lasciato le vesti a casa del capitano del suo bastimento naufragato. Orsino vuole ch'egli ritiri la querela quando giunge Feste con la lettera indirizzata a Olivia scritta da Malvolio: grazie allo sfogo scritto gli astanti capiscono che l'uomo non è uscito fuori di senno e ne ordinano la scarcerazione.
All'arrivo di Malvolio egli chiede spiegazioni sulla lettera d'amore ricevuta dalla padrona, la quale riconosce in essa la falsificazione della propria calligrafia, capendo che si tratta di un inganno architettato ai danni del maggiordomo da parte di Maria e degli altri. Fabian confessa di essere uno degli autori della beffa. Sir Toby, frattanto, entusiasta delle capacità di Maria, vi è convolato a nozze.
Orsino chiede a Viola di essere sua sposa, e Olivia le promette di essere una sorella sincera e devota: al lieto fine delle due coppie fa da contrasto l'ira di Malvolio, che scopre d'esser stato raggirato e promette vendetta.
Dopo questa scena Feste annuncia agli spettatori, cantando e suonando, la fine della commedia.

## Origini

### Fonti

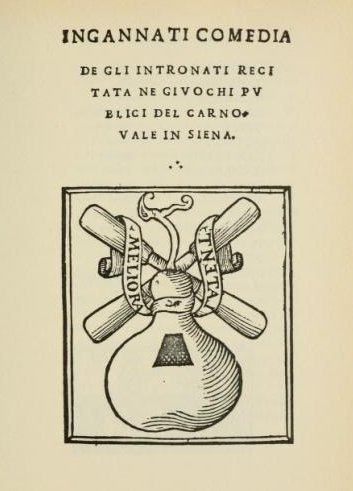
Frontespizio facsimilare dell'edizione originale degli Ingannati comedia de gli Intronati, di cui la "zucca industriosa" coi pestelli è il simbolo e Meliora latent il motto

Alcuni elementi dell'opera derivano dalla commedia Menecmi di Plauto, dove uno dei due gemelli si reca a Epidamno (Durazzo), in Illiria, in cerca del fratello. La commedia plautina è peraltro all'origine di molti intrecci basati sullo scambio di identità, tra cui La commedia degli errori composta dello stesso Shakespeare dieci anni prima.
Gl'ingannati, una commedia italiana allestita a Siena dall'Accademia degli Intronati nel 1531 e stampata a Venezia nel 1537, la cui paternità è attribuibile a Ludovico Castelvetro, fornì la guida principale per la vicenda amorosa. La storia era nota in Inghilterra attraverso le imitazioni e le riscritture del sedicesimo secolo, tra le quali The Historie of Apolonius and Silla contenuta nel Farewell to Military Profession (1581) di Barnabe Rich che Shakespeare potrebbe aver avuto a disposizione. Dell'esatto modo in cui la fonte sia stata trasmessa, tuttavia, non esistono prove documentali. Lo spettacolo era stato messo in scena dagli accademici senesi in seguito a un sacrificio goliardico accaduto la notte dell'Epifania: avendo ognuno degli uomini bruciato (o finto di bruciare) i pegni d'amore delle proprie donne, queste ultime avevano preteso un risarcimento. Perciò gli accademici composero in due o tre giorni una commedia, dedicandola alle gentildonne. Nel prologo è menzionata espressamente la "notte de befania" o "di Beffana" (corrispondente appunto alla dodicesima notte dopo il Natale):
zucca, onde anco la notte de befania si cavaro le sorte vostre.»
(Ingannati, prologo)
Ne Gl'Ingannati la tredicenne Lelia fugge travestita da uomo, divenendo paggio del cavaliere Flamminio, che l'adopera per trasmettere messaggi d'amore all'ereditiera Isabella. Lo schema amoroso è lo stesso della commedia scespiriana, compreso l'arrivo del gemello Fabritio e il conseguente scambio di persona. Intorno alla vicenda principale si muove un cospicuo numero di servitori, zanni e fantesche, tra cui Pasquella, che ordisce una beffa a spese dello spagnolo Giglio, pretendente di Isabella, allo scopo di derubarlo.
La commedia senese ebbe una grande diffusione, venendo tradotta e adattata in tutta Europa. Lo studioso britannico Morton Luce, nella sua monografia sulle fonti della commedia, ne elenca ben dodici versioni in diverse lingue. In Francia comparve come Le Sacrifice (poi Les Abusés) nel 1543; in Spagna Lope de Rueda ne propose un adattamento col titolo Los engañados, rappresentato nel 1556 e pubblicato nel 1567 da Juan de Timoneda. A Milano nel 1547 fu rappresentata la commedia Gl'inganni di Nicolò Secchi, poi stampata a Firenze nel 1562 e più volte ristampata, mentre una commedia omonima fu pubblicata da Curzio Gonzaga a Venezia nel 1592. Una versione in latino con il titolo Laelia fu rappresentata per Lord Essex al Queens' College di Cambridge nel 1595. Nel 1554 Matteo Bandello ne ricavò la novella XXXVI della seconda parte della sua raccolta (Nicuola innamorata di Lattantio va a servirlo vestita da paggio, e dopo molti casi seco si marita, e ciò che ad un suo fratello avvenne), che nel 1570 fu tradotta in francese da François de Belleforest come storia di Nicole e Lactance, a sua volta fonte dell'Apolonius and Silla di Barnabe Rich. Da quest'ultimo Shakespeare sembra aver tratto i maggiori spunti. La congettura deriva da dettagli drammaturgici di quest'ultima versione leggermente differenti dall'originale, e presenti in modo straordinariamente simile nella commedia scespiriana. Nel racconto di Rich il protagonista maschile Apolonius è innamorato di una gentildonna (Julina) che a sua volta si innamora di Silla (giunta fortunosamente a Costantinopoli per amore di Apolonio, mascherata da uomo), credendola Silvio. Quest'ultimo è il fratello di Silla, che infine sposerà Julina. Tra gli elementi nuovi, quello più evidente è il naufragio della nave che trasporta Silla, assente dalle altre fonti.

### Composizione e stampa
(John Manningham, Diary, fol. 12v, Febr. 2, 1601 (Old Style))

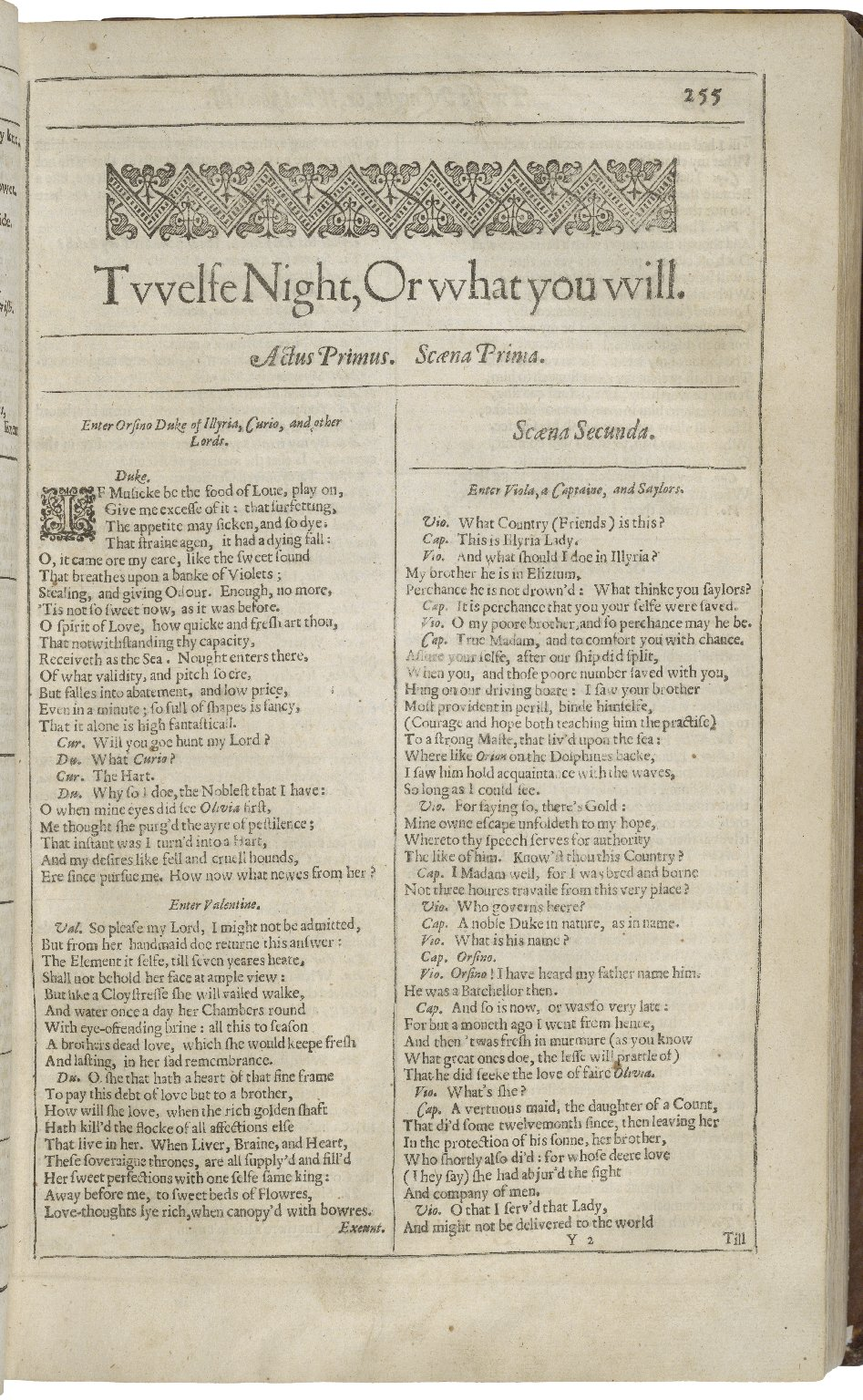
Pagina iniziale della Twelfth Night, or What You Will nel First Folio (Folger Shakespeare Library, First Folio no. 68)

Il diario dello studente di giurisprudenza John Manningham è il primo documento certo che attesti l'esistenza della commedia: Manningham ricorda di avere assistito alla commedia, di cui riporta il titolo completo, il giorno della Candelora (2 febbraio) del 1602 presso la Middle Temple Hall e la definisce simile alla Commedia degli errori, ai Menaechmi plautini e a una commedia italiana, da lui chiamata Inganni (il titolo di almeno due delle versioni italiane della commedia Gl'ingannati).
La composizione, anche ipotizzando una rapida stesura, è quindi senz'altro precedente alle prime settimane del 1602. Quella a cui Manningham ha assistito non può che essere infatti la commedia scespiriana: nel suo resoconto, lo studente descrive senza alcun dubbio la scena di Malvolio. Tuttavia non è accertato che quella fosse la prima rappresentazione.
Secondo Leslie Hotson, ci sarebbe stata una rappresentazione precedente, il 6 gennaio 1601: la commedia sarebbe stata composta rapidamente per essere eseguita in onore del duca di Bracciano don Virginio Orsino, in visita a Londra, la sera dell'Epifania del 1601. L'ipotesi è suffragata da una lettera che il duca spedì alla moglie, ma non ci sono elementi di certezza se non la coincidenza fra il nome del personaggio Orsino e quello del duca a cui sarebbe stata offerta, e fra il titolo e le circostanze della rappresentazione: le feste per la dodicesima notte.
Il termine a quo per retrodatare l'opera si basa invece su una serie di riferimenti interni al testo e sull'assenza di informazioni riguardanti l'opera nel Palladis Tamia, Wits Treasury di Francis Meres del settembre 1598, contenente brevi annotazioni preziose per la cronologia delle opere di Shakespeare. Nel libro si citano svariate opere nuove ma non si fa alcun accenno alla commedia, che quindi non era ancora nota al pubblico. Il testo inoltre rimanda al viaggio di William Barents, il cui resoconto fu pubblicato in Inghilterra nel 1598, a una nuova mappa delle Indie, stampata nel 1600 e allo Shah di Persia, riferimento probabilmente ispirato al racconto della avventure di Anthony Sherley, pubblicate nel 1600 e 1601. Tutti questi dati appaiono ragionevolmente indicare il 1600-1601 come il periodo di probabile stesura del testo.
La commedia fu pubblicata postuma nel First Folio del 1623 dagli editori Edward Blount e William Jaggard, per le stampe di quest'ultimo e del figlio Isaac.

## Contesto storico

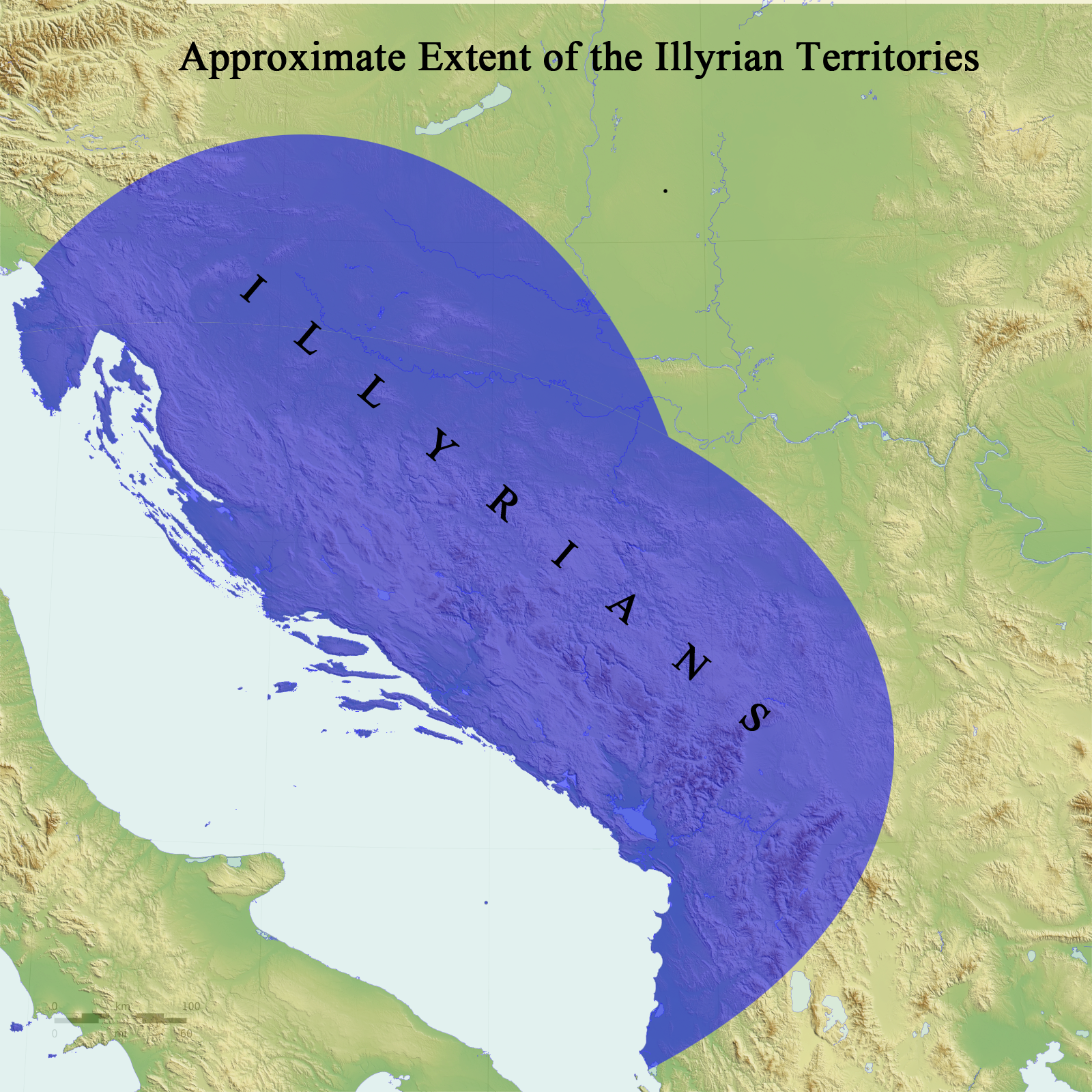
L'Illiria storica

La commedia è ambientata in Illiria, tuttavia Shakespeare la intendeva come luogo fantastico; anche la sua popolazione non rispecchiava uno specifico popolo illirico, ma restava neutrale. Il tempo in cui si svolge la commedia è indefinito, quindi l'epoca alla quale più si potrebbe avvicinare è la stessa in cui Shakespeare l'ha scritta.

## Commento
Lo spettacolo venne creato con l'intento di accontentare sia le aspettative del pubblico popolare sia il gusto più raffinato dei nobili e del mondo accademico. Giorgio Melchiori, nella sua analisi dell'opera, afferma come la commedia dovesse essere, nelle intenzioni, una «festive comedy, ossia spettacolo inteso non solo per il teatro pubblico, ma anche per la corte e le istituzioni universitarie». Nel periodo in cui la commedia viene scritta, sono stati edificati i grandi teatri pubblici elisabettiani. Data l'avversione della borghesia puritana londinese nei confronti del teatro (e i conseguenti divieti alle rappresentazioni in vigore nella città di Londra), il pubblico di riferimento della compagnia di Shakespeare, The Lord Chamberlain's Men (compagnia privata, ma "sponsorizzata" dal Ciambellano di corte), era costituito senz'altro dal popolo che affollava gli anfiteatri di periferia ma anche e soprattutto dall'aristocrazia, senza l'appoggio della quale non era possibile ottenere neppure la licenza a rappresentare. Il risultato è un magistrale intervallarsi di registri, alto e basso, in continuo contrasto: la tecnica drammaturgica ormai matura e sperimentata permette a Shakespeare — come in molte commedie precedenti e successive — di combinare linguaggi e temi, riproducendo una struttura collaudata, di sicuro successo, ricca di variazioni.

### I personaggi curtensi
I personaggi provenienti dalle due corti, o che si trovano a mediare fra esse, fanno parte del nucleo lessicale e narrativo della vicenda principale. Il colto discettare sull'amore, il triangolo sentimentale tra Orsino, Olivia e Viola e le implicazioni comiche che ne derivano, fino all'arrivo di Sebastian e l'ulteriore confusione generata dalla somiglianza tra i due gemelli costituiscono l'asse portante della commedia.

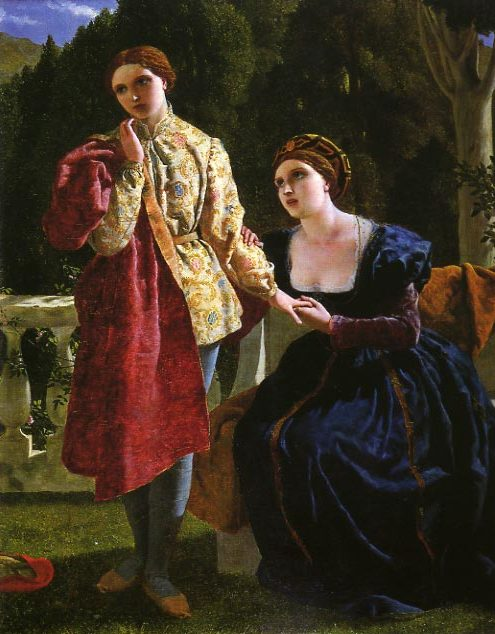
Viola and the Countess (F. R. Pickersgill, 1859). Olivia dichiara il suo amore a Viola, credendola Cesario (III, i).

Viola
è la protagonista femminile indiscussa della commedia, figlia del duca di Messina e sorella gemella di Sebastian. Crede di aver perso il fratello nel corso del naufragio che l'ha portata in terra d'Illiria. Innamoratasi perdutamente del duca Orsino ma sapendolo innamorato a sua volta di Olivia, si finge uomo travestendosi per servirlo a corte. Preso il nome di Cesario, sarà il motore scatenante degli intrighi della commedia.
Il duca Orsino
signore di Illiria, è descritto come giovane virtuoso e gentiluomo, e riconosciuto come tale da Olivia (I, v, 267-271). Non corrisposto, arde d'amore per la donna. A sua volta, è amato da Viola, che si finge uomo per servirlo e stargli vicino.
La contessa Olivia
contessa di Illiria, celebra il lutto per la morte del fratello celandosi alla vista di coloro che vengono a farle visita tramite un velo che le nasconde il volto. Rifiuta la corte di Orsino per il fioretto autoimpostosi di sette anni di clausura: riceve Viola mascherata da Cesario e se ne innamora, infittendo l'intreccio della commedia.

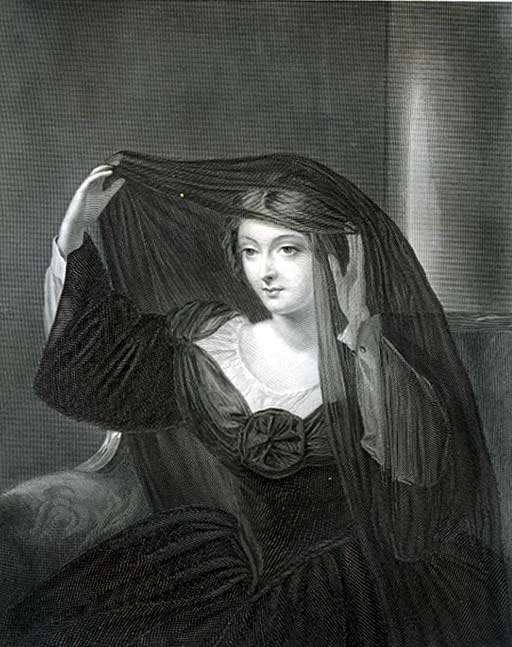
Olivia vista da Charles Robert Leslie

Sebastian
è il figlio omonimo del duca di Messina e fratello gemello di Viola, da lei creduto inizialmente morto nel corso del naufragio che li ha separati. Sebastian crede deceduta invece Viola.
Antonio
è capitano di vascello e amico di Sebastian. Da una battuta di Sebastian sappiamo che quest'ultimo viaggiava sotto il falso nome di Roderigo. Esistono teorie più che chiare sul fatto che Antonio sia attratto a livello omoerotico dal giovane Sebastian. All'inizio della vicenda Antonio salva il giovane Sebastian e gli dice che o il giovane sarebbe stato lì con lui oppure alla corte di Orsino ci sarebbero andati insieme, usando la frase:
(Twelfth Night, II, i, 35-36)
Gli spiega anche che in Illiria egli è ricercato perché in una guerra antecedente all'inizio della commedia ha ucciso molti dei soldati del conte. Nella quarta scena del terzo atto irrompe nel duello tra Viola/Cesario e Sir Andrew, offrendosi per combattere dalla parte di Cesario, scambiandola per il gemello Sebastian. Dopo il suo arresto, Antonio chiede a Cesario dei soldi che aveva prestato a Sebastian, e al suo diniego prende questo come un tradimento ed esclama:
(Twelfth Night, III, iv, 378)
.
Quando infine viene portato davanti a Orsino e Cesario, chiama Sebastian
(Twelfth Night, V, i, 75)
per poi perdersi, incredulo, nella visione dei due fratelli. Le sue ultime battute sono, pieno di stupore:
(Twelfth Night, V, i, 224-226)
Sebbene il giovane risponda, spiegando la storia, non sappiamo più nulla di Antonio, di quello che farà alla fine della commedia e insieme con Malvolio rimane escluso dai festeggiamenti. Come osserva il critico e studioso shakespeariano Harold Bloom, il personaggio può facilmente essere accostato all'Antonio de Il mercante di Venezia, anch'egli attratto da un giovane, Bassanio; sempre secondo Bloom, l'Antonio de La dodicesima notte potrebbe essere una sorta di parodia di quello de Il mercante di Venezia. Pare che la parte di Antonio sia stata recitata dallo stesso Shakespeare in entrambe le commedie.
Valentino
Curio
gentiluomini al seguito del duca Orsino.

### I protagonisti della beffa
(Twelfth Night, II, v, 148-149)
Un secondo nucleo narrativo è costituito dai personaggi che ruotano intorno al motivo della beffa, Sir Toby, Sir Andrew, Maria, Fabian, il giullare Feste e l'oggetto della beffa: Malvolio. Le vicende che si svolgono intorno all'intrigo e alle sue modalità di esecuzione, pur essendo secondarie rispetto alla narrazione principale, hanno un grande spazio nel testo in contrapposizione con le vicende amorose dei nobili, creando una dialettica tra due mondi differenti e diseguali.

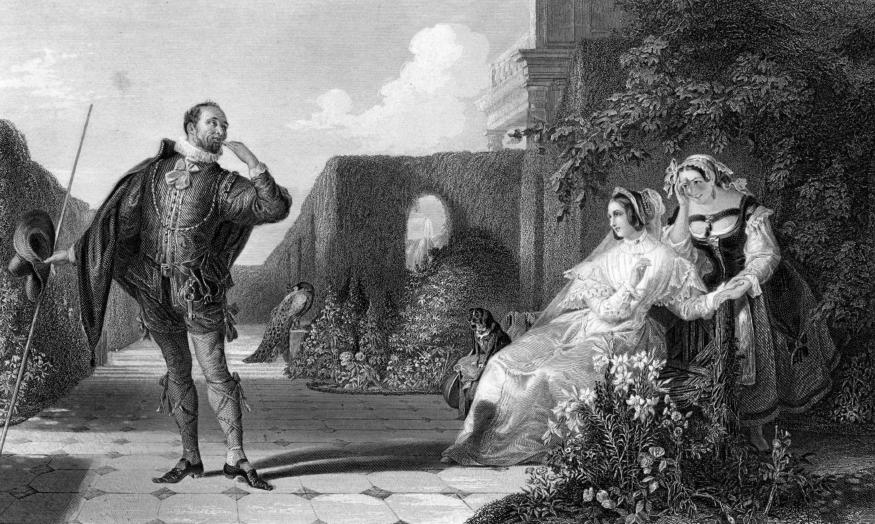
Malvolio and the Countess (D. Maclise, 1840). Malvolio con le giarrettiere incrociate e Olivia, con Maria accanto (III, iv).

Malvolio, personaggio caratterizzato e di ampio rilievo nella commedia, è il maggiordomo di Olivia, di lei segretamente innamorato. Di carattere irruente, fa parte della schiera dei personaggi comici che animano la trama secondaria che si intreccia alla trama principale dell'opera. Alla fine della commedia rimane solo, dichiara di vendicarsi della beffa subita e non viene incluso nei festeggiamenti. Nella commedia, a Malvolio viene attribuito il carattere tipico di un bacchettone. Va in questo senso una battuta di Maria, che lo paragona a un puritano (II, iii, 144 e 151): nel paragone è infatti insito un attacco alle municipalità puritane che furono grandi nemiche del teatro, tanto da portare alla chiusura di diversi stabili. Rappresenta l'esatto contrario dei personaggi ai quali si oppone, come Sir Toby e Sir Andrew Aguecheek. Il suo innamoramento per la padrona va insieme con il suo desiderio di innalzamento sociale e le sue fantasticherie di una vita da nobile (II, v, 37: «To be Count Malvolio!»), in cui indosserebbe «la zimarra di velluto damascata, venendo appena dal divano dove ha lasciato Olivia dormiente» (II, v, 49-51). Il primo attore a impersonare il personaggio fu Richard Burbage. Altri famosi attori che lo hanno interpretato a teatro sono stati, tra gli altri: Henry Irving, E. H. Sothern, Herbert Beerbohm Tree, Henry Ainley, John Gielgud, Simon Russell Beale, Maurice Evans e Richard Briers. Alcuni studiosi di Shakespeare ipotizzano che il personaggio di Malvolio fu ispirato dal proprietario terriero puritano Sir Thomas Posthumous Hoby che rimase coinvolto in un famoso caso contro alcuni suoi vicini dello Yorkshire, nel quale li citò in giudizio per essere arrivati senza invito in casa sua, bevuto, giocato a carte, bestemmiato e minacciato di violentare sua moglie, caso che alla fine vinse; la scena alla quale si farebbe riferimento in questa vicenda è quella in cui Malvolio interrompe la festa di notte tarda del trio Toby, Andrew, Feste. Esiste una poesia, scritta dal poeta Eugenio Montale che si intitola Lettera a Malvolio. L'importanza di questo personaggio è dimostrata anche dal fatto che, dopo le rappresentazioni del 1618 e del 1623 alla corte di Giacomo I, la commedia divenne comunemente conosciuta con il titolo di "Malvolio": in un esemplare del Second Folio del 1632 appartenuto a Carlo I, egli scrisse di suo pugno "Malvolio" accanto al titolo originale a stampa. Malvolio è stato quindi indicato da alcuni «il protagonista della Dodicesima notte; e certo il suo misto di dignità e vanità, di generosità e d'insoddisfazione circondata abilmente dal drammaturgo di compassione e di ironia, ne fanno un personaggio di rara complessità, che ci riporta al Mercante di Venezia e ci rimanda a Molière».

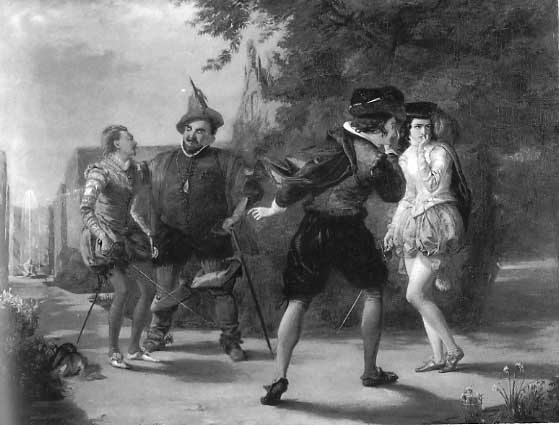
La scena del duello: Sir Toby, Fabian, Sir Andrew e Cesario visti da William Powell Frith

Sir Toby Belch è il personaggio con maggiore spazio nel testo, più ancora della protagonista Viola. Zio di Olivia, si caratterizza per essere un ubriacone: irrompe in scena con rutti (è questo il significato di belch) e battute disdicevoli, aumentando l'effetto comico della sua chiassosa presenza. Si fa promotore del matrimonio tra Andrew e la nipote. Impressionato dalla acutezza di Maria nell'organizzare la beffa ai danni di Malvolio, Sir Toby dichiara di volerla sposare alla fine della commedia.
Sir Andrew Aguecheek, amico di Sir Toby e pretendente di Olivia, è un allocco e non maschera la sua dabbenaggine, rendendosi ridicolo con battute poco salaci.
Maria, cameriera di Olivia, tende (di concerto con gli altri personaggi) una trappola a Malvolio scrivendo una lettera nella quale, imitando la calligrafia della padrona, dichiara il suo amore spassionato per lui. Dopo la beffa a Malvolio che la unisce come complice con Sir Toby alla fine della commedia lo sposa, celebrando le nozze insieme alle due coppie Orsino/Viola-Olivia/Sebastian.
Feste è il buffone di corte di Olivia, chiamato anche fool ("matto"), e si produce con i suoi lazzi anche alla corte di Orsino. Protagonista di divertenti parentesi, è il latore di diverse canzoni presenti nel testo. Feste non assomiglia ai fool di altre commedie come Il mercante di Venezia o I due gentiluomini di Verona. Rispettivamente Lancillotto Gobbo nella prima e Launce e Speed nella seconda agiscono come punto di svolta comico nell'opera, ad esempio con battute e monologhi dal ritmo molto veloce, o scombinando l'ordine della scena. Feste invece potrebbe assomigliare di più al matto di Re Lear. Di lui si sa poco e persino il suo arrivo è misterioso: alla domanda perentoria di Maria, che gli chiede dove sia stato, pena l'impiccagione (I, v, 1-4), Feste si rifiuta di rispondere; mentre, quando appare al cospetto di Olivia, inizia subito con battute d'insegnamento, per rispondere alle domande della dama:
(Twelfth Night, I, v, 36-37, 48-50)
Fabian è un servo di Olivia, compare di inganni di Sir Toby.

### Quel che volete
Secondo Harold Bloom, La dodicesima notte è una delle migliori commedie pure di William Shakespeare, e contiene al suo interno una buona dose di autoironia.
La commedia fa parte delle cinque che Shakespeare scrisse negli anni successivi alla costituzione della compagnia dei Chamberlain's Men. Seppure il drammaturgo ormai ricorra sempre più spesso a toni scuri e tragici, mischiando i generi, l'intento giocoso anche nella scelta dei titoli suggerisce la volontà di presentare lo spettacolo come una occasione di intrattenimento, tramite il trucco teatrale del travestimento e dell'inganno, e soprattutto venendo incontro alle aspettative dello spettatore: ciò che verrà rappresentato non ha un vero e proprio titolo, ma è quel che volete, come vi piace. In questo senso si è parlato di drammi d'occasione a proposito di questa e altre commedie di questo periodo.
Proprio il doppio titolo della commedia è stato oggetto di dibattito tra gli studiosi. La seconda parte, What You Will ("Quel che volete"), richiama immediatamente il titolo di una commedia di poco precedente, As You Like It (Come vi piace). È possibile che il parallelismo fosse voluto, e che questo fosse il titolo originariamente voluto da Shakespeare. Nel 1601, tuttavia, John Marston scrisse e fece rappresentare da una compagnia di giovani una commedia omonima, What You Will, appunto, ed è probabile che vi fosse la necessità di distinguere la nuova commedia da quella di Marston. Anche sul significato della prima parte del titolo, La dodicesima notte, le opinioni sono discordanti. Nella commedia è assente qualsiasi riferimento alle feste dell'Epifania e l'unica citazione di un "dodicesimo giorno" viene fatta da Sir Toby Belch (II, iii, 86: «O! the twelfth day of December»). Le uniche chiavi di interpretazione disponibili sono quelle relative alle fonti (Gl'Ingannati, rappresentata per l'Epifania) e alle circostanze della possibile prima rappresentazione del 1601, ma anche su questo sono stati avanzati dubbi, facendo propendere alcuni studiosi per il carattere casuale del titolo, proprio a sottolineare l'impianto fantasioso della commedia.

### Travestitismo e metateatro
La scelta di un tema legato a travestimenti, scambi di persone e inganni è certamente condizionato dal successo, che già era stato sperimentato, del duplice travestimento di un giovane attore nei panni di una giovane donna, la quale a sua volta è mascherata da uomo. I personaggi femminili, interpretati da giovinetti, creavano così un gioco ambiguo, confondendo la realtà e la rappresentazione. Lo schema era già stato collaudato ne Il mercante di Venezia e ancor di più in Come vi piace. La confusione di ruoli arrivava al suo massimo allorché l'attore che impersonava una giovane donna (come succede in ben tre commedie consecutive) doveva passare per necessità narrativa a un ulteriore travestimento maschile.
Il gioco del teatro (e il gioco metateatrale interno a esso) è evidente in alcuni passaggi del testo. Al primo incontro tra Olivia e Cesario (alter ego maschile di Viola) la dama le chiede: «Are you a comedian?» (I, v, 187), "Siete un commediante?" (nell'accezione elisabettiana il termine sta per 'attore'); la risposta di Viola: «I am not that I play» (I, v, 189), "non sono quel che appaio" (letteralmente, "non sono quel che recito"), rivela il ruolo di Cesario, la parte che sta recitando, e costituisce uno dei molti riferimenti al teatrale e al teatro dentro il teatro. Un altro è quello che fa Fabian parlando di Malvolio:
(Twelfth Night, III, iv, 133-134)
Nella seconda scena del quarto atto, Feste recita due parti a beneficio di Malvolio, alternate tra la voce di Sir Topas e quella di sé stesso. Altre influenze vengono dalla tradizione popolare inglese e si possono vedere nelle canzoni di Feste e nei suoi dialoghi, come la canzone finale nel quinto atto. L'ultimo verso della canzone e dell'intera commedia
(Twelfth Night, V, i, 412)
è un verso derivante da diversi spettacoli popolari inglesi.

### Struttura

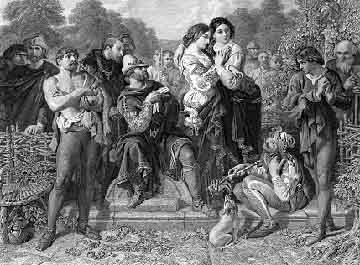
Malvolio and the Countess (D. Maclise), 1840

La commedia si divide nei canonici cinque atti, suddivisi a loro volta in scene: il primo e secondo atto in cinque, il terzo in quattro, il quarto in tre e l'ultimo in una sola scena.
Dal punto di vista narrativo è riconoscibile una struttura in quattro momenti: protasi, in cui si introducono i personaggi e la situazione; epitasi, lo svolgimento della trama; catastasi, il raggiungimento di un punto in cui la situazione sembra senza via d'uscita; catastrofe ovvero l'epilogo finale, risolutivo della trama e delle vicende dei personaggi. Lo schema è quello teorizzato da Giulio Cesare Scaligero nel primo dei suoi Poetices libri, pubblicati postumi nel 1561.
Uno schema fisso contraddistingue anche la dimensione temporale: il dramma si divide in una introduzione e tre giornate differenti, una per ciascuno degli altri momenti drammatici. Tuttavia, all'interno del testo ci sono indicazioni contraddittorie riguardo al tempo trascorso. Infatti, nell'ultimo atto Antonio racconta di aver passato "tre mesi" in compagnia di Sebastian (V, i, 92) e Orsino dice di avere Cesario (Viola) al proprio servizio da "tre mesi" (V, i, 97), ma nel primo atto lo era da "tre giorni" (I, iv, 3). In questo modo si produce una ellissi della narratio: mentre lo spettatore vive il tempo della rappresentazione con continuità, i personaggi accelerano il tempo della storia narrata permettendo lo scorrere di tre mesi con poche battute, che per convenzione teatrale il pubblico accetta e fruisce senza risentire di alcuna incongruenza.
I luoghi si susseguono con simmetria: la protasi e le giornate, con l'eccezione della sequenza finale, iniziano sempre alla corte di Orsino per poi concludersi a casa di Olivia o nelle vicinanze, dove infine si svolge l'epilogo. All'interno di questo schema fisso si muovono le variazioni, con il ripetersi di questa struttura nelle diverse trame parallele, intrecciate fra loro. L'azione scenica si muove tra le due corti del duca Orsino e della contessa Olivia, e l'attenzione è polarizzata da un lato dalla vicenda principale e dall'altro dalla beffa ai danni di Malvolio. Quest'ultima vicenda permette la variazione del linguaggio, l'introduzione di alcuni personaggi caratterizzati e in definitiva amplifica la comicità dell'intero dramma.
Gli avvenimenti presentati in successione talvolta si stanno svolgendo contemporaneamente, come le prime tre scene del primo atto, alla corte di Orsino, sul luogo del naufragio e alla corte di Olivia. Nella parte centrale delle giornate, con l'eccezione dell'ultima, sono collocati avvenimenti al di fuori delle due ambientazioni principali, spesso interrompendo la sequenza temporale o sovrapponendosi a essa. Questi intermezzi introducono i personaggi che fungono da mediatori tra le due corti: Viola e il capitano di mare e in seguito Antonio e Sebastian. Le discrepanze spaziali e temporali suggeriscono una dimensione differente dalla realtà, che è in effetti la dimensione fantastica, al di fuori del tempo e dello spazio convenzionali.

## Rappresentazioni e adattamenti

### Rappresentazioni principali

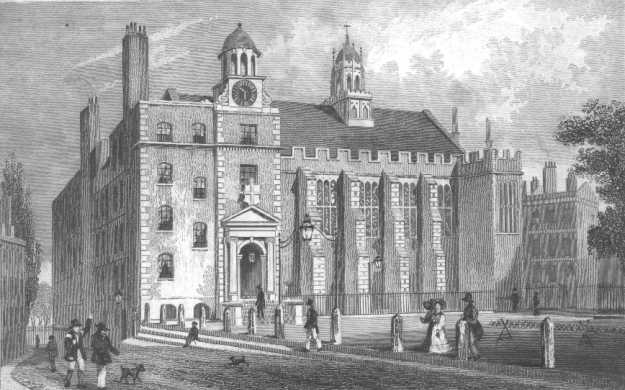
Middle Temple Hall ritratta da Thomas Shepherd nel 1830

La dodicesima notte fu rappresentata con certezza il giorno della Candelora (2 febbraio) del 1602 presso la Middle Temple Hall. L'eventualità di una precedente rappresentazione la sera dell'Epifania del 1601 è una ipotesi autorevolmente sostenuta, ma di cui non è possibile essere certi.
Il ruolo di Feste, il clown, fu affidato al nuovo acquisto della compagnia, Robert Armin (ingaggiato per sostituire William Kempe), il quale oltre a essere attore era anche cantante, particolarmente adatto per i ruoli di fool. Si ritiene che della compagnia facessero parte anche John Sinklo (o Sincler), attore noto per la sua magrezza (a cui fu probabilmente affidato Sir Andrew), Augustine Phillips, Henry Condell, i fratelli Cuthbert e Richard Burbage (Malvolio), oltre allo stesso Shakespeare che probabilmente si riservò la parte di Antonio.
La dodicesima notte fu poi rappresentata alla corte di Giacomo I il lunedì di Pasqua del 1618 e la Candelora del 1623 (quando il First Folio era in corso di stampa).
La commedia fu anche uno dei primi lavori di Shakespeare rappresentati all'inizio della Restaurazione, l'adattamento di William Davenant fu fatto nel 1661, con Thomas Betterton nel ruolo di Sir Toby. Samuel Pepys la considerava a silly play ("una sciocca recita"), ma la vide tre volte durante il periodo del suo Diario, l'11 settembre 1661, il 6 gennaio 1663 e il 20 gennaio 1669. Un altro adattamento, Love Betray'd; or, The Agreable Disapointment, di William Burnaby, fu allestito nel 1703 ai Lincoln's Inn Fields e pubblicato in quello stesso anno (London, D. Brown, 1703).
Dopo essersi affermato nei teatri solo attraverso riadattamenti, il testo originale di Shakespeare fu riportato in scena nel 1741, in una produzione del Theatre Royal Drury Lane.

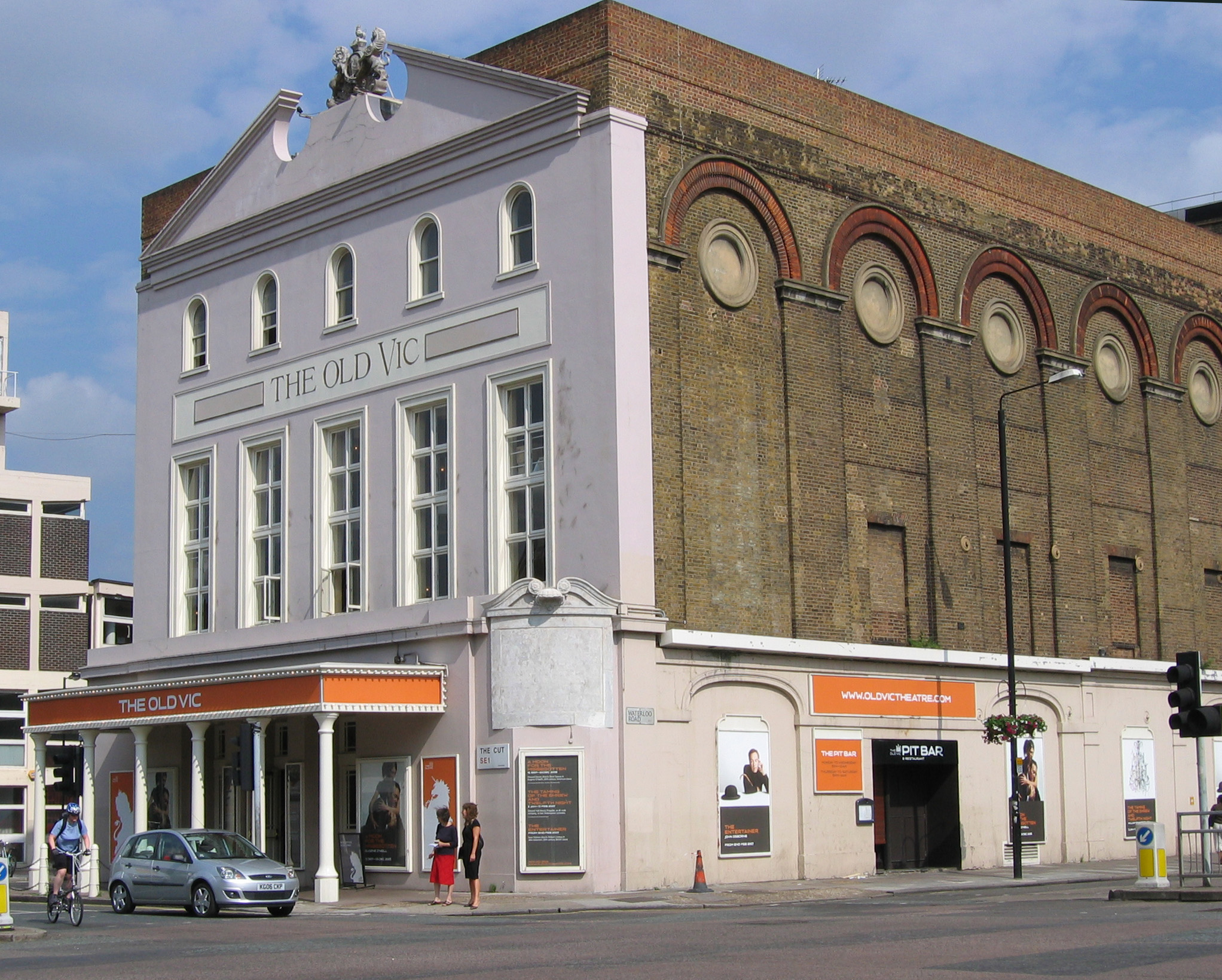
L'Old Vic

Grandi produzioni furono messe in scena nel 1912 da Harley Granville-Barker, e nel 1914, all'Old Vic. Tuttora figura di frequente nel suo cartellone. Tra le molte messe in scena al Vic:
- 1924-1925 con Marie Ney, Ernest Milton;
- 1930-1931 con John Gielgud, Dorothy Green e Ralph Richardson;
- 1936-1937 con Jessica Tandy, Laurence Olivier, Alec Guinness;
- 14 novembre 1950 con Peggy Ashcroft, Dorothy Tutin, Leo McKern, regia di Hugh Hunt - spettacolo inaugurale per la riapertura del teatro;
- 1953-1954 con Claire Bloom, Richard Burton, John Neville
- 1957-1958 con Barbara Jefford, John Neville, Judi Dench

Lilian Baylis riaprì il Sadler's Wells Theatre nel 1931 con una produzione che vedeva Ralph Richardson nei panni di Sir Toby e John Gielgud come Malvolio. Quest'ultimo diresse anche una versione della commedia allo Shakespeare Memorial Theatre con Laurence Olivier come Malvolio e Vivian Leigh che interpretava sia Viola sia Sebastian nel 1955. La più grande produzione di Broadway di sempre fu quella al Saint James Theatre per la regia di Margaret Webster nella stagione 1940-1941, con Helen Hayes come Viola e Maurice Evans come Malvolio, che, dalla prima del 19 novembre 1940, fu replicata per 129 rappresentazioni.
La Royal Shakespeare Company dalla sua fondazione ha inserito la commedia in quasi ogni stagione. John Barton diresse la messa in scena del 1969 con Judi Dench (Viola) e Donald Sinden (Malvolio).
La compagnia del Globe Theatre di Londra ha prodotto molte importanti produzioni tutte al maschile de La dodicesima notte, come si usava nei tempi di Shakespeare, e messo in primo piano nella stagione del 2002 lo spettacolo che vedeva Mark Rylance, direttore artistico del Globe nei panni di Olivia. Questa stagione fu preceduta a febbraio con la performance della stessa compagnia al Middle Temple Hall, per celebrare il quattrocentesimo anniversario della prima dello spettacolo, nello stesso luogo dove fu fatto; Eddie Redmayne interpretava Viola.
La produzione di Edward Hall è giunta anche in Italia, al teatro Grassi di Milano, sempre con una compagnia interamente maschile, comprendente Tony Bell, Jack Tarlton, Jon Trenchard, Tam Williams, Joe Flynn, Dominic Tighe, Dugald Bruce Lockhart, Bob Barret, Jason Baughan, Chris Myles, Simon Scardifield, Alasdair Craig, Tom McDonald.
Nel 2012 Mark Rylance ha nuovamente interpretato Olivia in un allestimento tutto al maschile della commedia in scena al Globe e al Duke of York's Theatre di Londra; accanto a lui nel cast recitavano anche Stephen Fry (Malvolio), Johnny Flynn (Viola) e Samuel Barnett (Sebastian). Questo allestimento andò in scena al Belasco Theatre di New York l'anno successivo, con Rylance, Fry e Barnett, "promosso" dal ruolo di Sebastian a quello di Viola. Nel 2017 Stephen Goldwin ha diretto un revival della commedia al Royal National Theatre, con un Malvolio al femminile e Tamsin Greig nel ruolo di "Malvolia".

### Rappresentazioni in Italia
Nel 1950 Giorgio Strehler mise in scena la commedia con Lilla Brignone (Viola) e un applauditissimo Gianni Santuccio nella parte di Malvolio. Nel 2006 una versione diretta da Andrea Buscemi ha visto Oreste Lionello nelle vesti del maggiordomo beffato. Nel 2014 fu allestita al Festival Nazionale d'Arte Drammatica di Pesaro, nella riduzione teatrale di Luigi Lunari.

### Trasposizioni cinematografiche
Dall'opera sono stati tratti diversi film:
- Twelfth Night, regia di Eugene Mullin e Charles Kent. Film muto con Julia Swayne Gordon (Olivia), Charles Kent (Malvolio), Florence Turner (Viola), Edith Storey (Sebastian), Tefft Johnson (Orsino), Marin Sais (Maria), William Humphrey (Sir Toby Belch), James Young (Sir Andrew Aguecheek). USA, 1910.[39]
- Dvenadtsataya Noch, regia di Yakow (o Yan) Fried. Con Anna Larionova (Olivia), Anna Lisyanskaya (Maria), Vadim Medvedev (Orsino), Vasili Merkuryev (Malvolio), Katya Luchko (Viola/Sebastian). URSS, 1955.[40][41]
- Eros Perversion, regia e adattamento di Ron Wertheim, musical erotico ispirato alla commedia. Italia, 1979.
- La dodicesima notte, regia di Trevor Nunn. Con Imogen Stubbs (Viola), Helena Bonham Carter (Olivia), Toby Stephens (Orsino), Mel Smith (Sir Toby), Richard E. Grant (Sir Andrew), Ben Kingsley (Feste) e Nigel Hawthorne (Malvolio). Gran Bretagna e Irlanda, 1996.[42]
- She's the Man (2005)
- Nel film Shakespeare in Love esiste un riferimento a La dodicesima notte, verso la fine del film, quando la regina Elisabetta I (Judi Dench) chiede a William Shakespeare (Joseph Fiennes) di scrivere una commedia per il giorno dell'Epifania: inoltre la protagonista femminile, interpretata da Gwyneth Paltrow, si chiama Viola, come l'eroina de La dodicesima notte. Il poeta dichiara allora di far vivere la donna amata che nel frattempo deve andare nel nuovo mondo come protagonista della sua nuova commedia.

### Versione operistica
Nel 1820 fu fatta una "operatic version" da Frederick Reynolds (conservata manoscritta nella Folger Shakespeare Library), basata sulla "performance edition" di John Philip Kemble del 1811, con la musica composta da Henry Bishop, che fu rappresentata al Covent Garden. La prima scena si apre col naufragio e con versi di Charles Kemble e si chiude con una canzone tratta dal sonetto 33. Gran parte dei dialoghi sono riscritti; vengono interpolati brani da altre opere shakespeariane e inserite sette ulteriori canzoni prese dall'Enrico VIII, dal Re Lear e da vari sonetti.

### Fonti dell'opera
- Anonimo, Ingannati comedia de gli Intronati recitata nei giuochi publici del carnovale in Siena, [Venezia], 1537 (ristampa facsimilare dell'esemplare conservato nella Herzog August Bibliothek di Wolfenbüttel).
  -  Anonimo, Gli ingannati degli Intronati, in Comedia del Sacrificio degli Intronati celebrato nei giuochi d'un carnovale in Siena, [Venezia], 1538.
- Bandello, Nicuola innamorata di Lattantio va a servirlo vestita da paggio, e dopo molti casi seco si marita, e ciò che ad un suo fratello avvenne. Novella XXXVI, in La seconda parte de le Novelle, In Lucca, per il Busdrago, 1554,  cc. 212r-225v.
- (FR) François de Belle-Forest, Comme une fille Romaine se vestant en page, servist long temps un sien amy, sans estre cognuë, & depuis l'evst à mary, avec autres divers discours. Histoire LXI, in Le quatriesme tome des Histoires tragiques, partie extraictes des œuvres Italiennes de Bandel, & partie de l'invention de l'Autheur François, A Paris, chez Iean de Bordeaux, 1580  [1570].
- (ES) Lope de Rueda, Comedia llamada de los Engañados, in Las quatro Comedias y dos Coloquios pastoriles, En Valencia, en casa de Ioan Mey, 1567.
- (EN) Barnabe Rich, The Historie of Apolonius and Silla, in Riche his Farewell to Militarie Profession, Imprinted at London, by Robart Walley, 1581.
- Nicolò Secchi, Gl'inganni. Comedia recitata in Milano l'anno 1547 dinanzi alla maestà del re Filippo nuovamente posta in luce (PDF), In Fiorenza, appresso i Giunti, 1562.

### Studi critici
in italiano
- Harold Bloom, Shakespeare: l'invenzione dell'uomo, traduzione di Roberta Zuppet, Milano, Rizzoli, 2001, ISBN 88-17-86710-1.
- Bill Bryson, Il mondo è un teatro. La vita e l'epoca di William Shakespeare, traduzione di Stefano Bortolussi, Parma, Guanda, 2008, ISBN 978-88-6088-820-4.
- Fernando Cioni, Twelfth Night nelle messinscene dell'Ottocento: un'eredità critica e teatrale (PDF), in Mariangela Tempera e Keir Elam (a cura di), Twelfth Night dal testo alla scena, Bologna, Emil, 2017,  pp. 177-204 (=pp. 183-213 del pdf), ISBN 978-88-6680-226-6.
- Massimo Fusillo, La gemellarità, il nomadismo e la ricerca dell'identità, in A. Gargano, M. Squillante e R. Beltràn (a cura di), Il viaggio nella letteratura occidentale tra mito e simbolo, Liguori, 2005, ISBN 88-207-3849-X.
- Giorgio Melchiori, Shakespeare. Genesi e struttura delle opere, Bari, Laterza, 1994, ISBN 88-420-4496-2.
- Viola Papetti, La commedia da Shakespeare a Sheridan, Roma, Edizioni di storia e letteratura, 2007, ISBN 978-88-8498-464-7.
- Anna Luisa Zazo, La dodicesima notte. La trasmissione del testo, le fonti, in La dodicesima notte, Mondadori, 1991, ISBN 88-04-34805-4.

in inglese
- (EN) Helen Andrews Kaufman, Nicolò Secchi as a Source of Twelfth Night, in Shakespeare Quarterly, vol. 5, n. 3, estate 1954,  pp. 271-280.
- (EN) Charles Boyce, Shakespeare A to Z: The Essential Reference to His Plays, His Poems, His Life and Times, and More, Roundtable Press, 1990, ISBN 0-385-31361-6.
- (EN) Douglas Brode, Shakespeare in the Movies: from the Silent Era to Shakespeare in Love, Oxford, Oxford University Press, 2000, ISBN 978-1-4725-1834-7.
- (EN) Frances E. Dolan, Twelfth Night: Language and Writing, London, Bloomsbury Publishing, 2014, ISBN 978-1-4725-1834-7.
- (EN) Elizabeth Story Donno, Twelfth Night, Cambridge, Cambridge University Press, 2003, ISBN 0-521-53514-X.
- (EN) Paul Edmondson, Twelfe Night: A Guide to the Text and Its Theatrical Life, New York, Palgrave Macmillan, 2005, ISBN 1-4039-2094-X.
- (EN) Michael L. Greenwald, Directions by Indirections: John Barton of the Royal Shakespeare Company, Newark, University of Delaware Press, 1985, ISBN 0-87413-264-9.
- (EN) Graham Holderness e Christopher McCullough, A Selective Filmography, in Anthony Davies e Stanley Wells (a cura di), Shakespeare and the Moving Image: The Plays on Film and Television, Cambridge, Cambridge University Press, 1994, ISBN 0-521-43424-6.
- (EN) Leslie Hotson, The First Night of Twelfth Night, London, Rupert Hart-Davis, 1954.
- (EN) John Kerrigan, Shakespeare's Originality, Oxford, Oxford University Press, 2018, ISBN 978-0-19-879375-5.
- (EN) Morton Luce, Rich's «Apolonius & Silla», an Original of Shakespeare's «Twelfth Night», London, Chatto & Windus, 1912.
- (EN) John Manningham, Diary of John Manningham, of the Middle Temple, and of Bradbourne, Kent, barrister-at-law, 1602-1603, edited from the original manuscript by John Bruce, Westminster, printed by J.B. Nichols and sons, 1868.
- (EN) Michael Pennington, Twelfth Night: a user's guide, New York, 2000, ISBN 0-87910-950-5.
- (EN) Anne Righter, Shakespeare and the Idea of the Play, Chatto & Windus, 1962, ISBN 0-7011-1078-3.
- (EN) Robert Weimann, Shakespeare and the Popular Tradition in the Theater: Studies in the Social Dimension of Dramatic Form and Function, The Johns Hopkins University Press, 1978, ISBN 0-8018-3506-2.

### Edizioni inglesi
- (EN) Shakespeare, Twelfe Night, or, What You Will, a cura di Horace Howard Furness, Philadelphia, J.B. Lippincott, 1901.
- (EN) Shakespeare, Twelfth Night or What You Will, a cura di Morton Luce, London, Methuen, 1906.
- (EN) William Shakespeare, Twelfth Night, a cura di Molly Maureen Mahood, London, Penguin, 1968, ISBN 0-14-070711-5.
- (EN) William Shakespeare, Twelfth Night, a cura di John Maule Lothian e Thomas Wallace Craik, Co. Ltd, 1975.
- (EN) William Shakespeare, Twelfth Night: Texts and Contexts, a cura di Bruce R. Smith, Boston, Bedford/St Martin's, 2001, ISBN 0-312-20219-9.
- (EN) William Shakespeare, The Arden Shakespeare Complete Works, a cura di Richard Proudfoot, Ann Thompson e David Scott Kastan, London, Thomson Learning, 2001, ISBN 1-903436-61-3.

### Traduzioni italiane
- La notte dell'Epifania. Commedia in cinque atti, traduzione e cura di Diego Angeli, Milano, Fratelli Treves, 1920.
- La dodicesima notte o Quel che volete, commedia in cinque atti tradotta da Cesare Vico Lodovici, Roma, Edizioni Roma, 1939. - La dodicesima notte, Torino, Einaudi, 1954.
- La Notte dell'Epifania, traduzione e cura di Aurelio Zanco, Firenze, Sansoni, 1947.
- La dodicesima notte ovvero Quel che volete, trad. di Gabriele Baldini, Collana Biblioteca Universale Rizzoli n.1671, Milano, Rizzoli, 1961; in:  Opere complete di William Shakespeare, collana Classici Rizzoli, Introduzione, traduzione, note e cura di G. Baldini, Milano, Rizzoli, 1963. - Lo Shakespeare della BUR, Milano, Rizzoli, 1979, ISBN 88-17-12205-X.
- La dodicesima notte, trad. di Orazio Costa Giovangigli, in: Le commedie romantiche, a cura di Giorgio Melchiori, Collezione I Meridiani, Milano, Mondadori, ottobre 1982; (EN, IT) La dodicesima notte, o Quel che volete, collana Oscar Classici n.215, traduzione di Orazio Costa Giovangigli, saggio introduttivo di Anna Luisa Zazo, Milano, Mondadori, 1991, ISBN 88-04-34805-4.
- La dodicesima notte, a cura di Nemi d'Agostino, traduzione di Carlo Alberto Corsi, testo originale a fronte, Milano, Garzanti, 1990, ISBN 88-11-36402-7.
- (EN, IT) La dodicesima notte, ovvero Quel che volete, traduzione e cura di Agostino Lombardo, Milano, Feltrinelli, 1993, ISBN 88-07-82082-X.